# 51-й Берлинский международный кинофестиваль
51-й Берлинский международный кинофестиваль проходил с 7 по 18 февраля, 2001 года в Берлине.

## Жюри
- Билл Микэник (председатель жюри)
- Жаклин Биссет
- Диего Галан
- Киоко Хирано
- Фатих Акин
- Дарио Ардженто
- Фэй Се
- Эктор Бабенко
- Доминик Блан

## Конкурсная программа
- Феерия непонимания, режиссёр Ферзан Озпетек
- Пекинский велосипед, режиссёр Ван Сяошуай
- Болото, режиссёр Лукресия Мартель
- Шоколад, режиссёр Лассе Халльстрём
- Феликс и Лола, режиссёр Патрис Леконт
- Бетельная красавица, режиссёр Линь Чэншэн
- Найти Форрестера, режиссёр Гас Ван Сент
- Интим, режиссёр Патрис Шеро
- Инугами, режиссёр Масато Харада
- Замороченные, режиссёр Спайк Ли
- Итальянский для начинающих, режиссёр Лоне Шерфиг
- Объединённая зона безопасности, режиссёр Пак Чхан Ук
- Хлоя, режиссёр Го Ридзю
- Маленький сенегалец, режиссёр Рашид Бушареб
- Моей сестре!, режиссёр Катрин Брейя
- Мой милый дом, режиссёр Филлипос Цитос
- Золотая пыль, режиссёр Майкл Уинтерботтом
- Портной из Панамы, режиссёр Джон Бурмен
- Траффик, режиссёр Стивен Содерберг
- Вайзер, режиссёр Войцех Марчевский
- Эпилог, режиссёр Майк Николс
- Ты — одна, режиссёр Хосе Луис Гарси
- Малена, режиссёр Джузеппе Торнаторе

## Награды
- Золотой медведь:
  - Интим, режиссёр Патрис Шеро
- Золотой Медведь за лучший короткометражный фильм:
  - Чёрная душа
- Серебряный Медведь:
- Серебряный Медведь за лучшую мужскую роль:
  - Бенисио Дель Торо — Траффик
- Серебряный Медведь за лучшую женскую роль
  - Керри Фокс — Интим
- Серебряный Медведь за лучшую режиссёрскую работу:
  - Линь Чэншэн — Бетельная красавица
- Серебряный Медведь за лучший короткометражный фильм:
  - Джангл Джаз: Враг номер один
- Серебряный Медведь - Гран-при жюри:
  - Пекинский велосипед
- Серебряный Медведь за выдающиеся художественные достижения:
  - Рауль Перес Куберо — Ты — одна
- Серебряный Медведь - приз жюри:
  - Итальянский для начинающих
- Почётный приз Berlinale Camera Award:
  - Хайнц Бадевиц
  - Кэй Кумаи
- Приз зрительских симпатий (программа «Панорама»):
  - Берлин, город в Германии
- Хрустальный медведь:
- Хрустальный медведь - лучший короткометражный фильм:
  - Робби – северный олень: Большие гонки
- Хрустальный медведь - лучший художественный фильм:
  - Есть только один Джимми Гримбл
- Хрустальный медведь - особое упоминание:
- Хрустальный медведь - особое упоминание - лучший художественный фильм:
  - Талиесин Джонс
  - Белый цвет
- Гран-при немецкого фонда помощи детям:
- Гран-при немецкого фонда помощи детям за лучший художественный фильм
  - Нагиса
- Приз немецкого фонда помощи детям - особый приз:
- Приз немецкого фонда помощи детям - особый приз за лучший короткометражный фильм:
  - Робби – северный олень: Большие гонки
- Приз немецкого фонда помощи детям - особое упоминание:
- Приз немецкого фонда помощи детям - особое упоминание - лучший короткометражный фильм:
  - Последняя запись
- Приз немецкого фонда помощи детям - особое упоминание - лучший художественный фильм:
  - Рухнувшие небеса
- Приз Teddy (кино, посвящённое теме сексуальных меньшинств):
- Приз Teddy за лучший короткометражный фильм
  - Эре мела мела
- риз Teddy за лучший документальный фильм:
  - Они дрожат перед Богом
- Приз Teddy - награда от жюри
  - Запретный плод
- Приз Teddy за лучший художественный фильм:
  - Хедвиг и злосчастный дюйм
- Приз Teddy - особое упоминание:
  - Железные леди
  - Китайское рагу
- Приз международной ассоциации кинокритиков (ФИПРЕССИ):
- Приз ФИПРЕССИ (конкурсная программа):
  - Итальянский для начинающих
- Приз ФИПРЕССИ (программа «Форум»):
  - Затем должно было бы быть прекрасно
- Приз ФИПРЕССИ (программа «Панорама»)
  - Водоворот
- Приз экуменического (христианского) жюри:
- Приз экуменического (христианского) жюри (конкурсная программа):
  - Итальянский для начинающих
- Приз экуменического (христианского) жюри (программа «Форум»):
  - Новая страна
- Приз экуменического (христианского) жюри (программа «Панорама»):
  - Видимый человек
- Специальный приз экуменического (христианского) жюри:
- Специальный приз экуменического (христианского) жюри (конкурсная программа):
  - Эпилог
- Приз Европейской конфедерации художественного кино:
- Приз Европейской конфедерации художественного кино (программа «Форум»):
  - Любовь / Сок
- Приз Европейской конфедерации художественного кино (программа «Панорама»):
  - За покупками на ночь глядя
- Премия Дон Кихота:
  - Пафос
- Премия Дон Кихота - особое упоминание
  - Я люблю Пекин
  - Они дрожат перед Богом
- Приз Сети продвижения азиатского кино (NETPAC):
  - Запах Камфоры, Аромат Жасмина
- Приз Сети продвижения азиатского кино - особое упоминание:
  - Причал вдов
- Приз Prix UIP Berlin за лучший европейский короткометражный фильм:
  - Увидеть лодку в действии
- Приз Альфреда Бауэра
  - Болото
- Специальный приз фестиваля Blue Angel за лучший европейский фильм:
  - Интим
- Приз лучшему молодому таланту:
- Приз лучшему молодому таланту (актёр):
  - Лин Куи — Пекинский велосипед
  - Бин Ли — Пекинский велосипед
- Приз лучшему молодому таланту (актриса):
  - Анджелика Ли — Огненно-красная красавица
- Приз Caligari за инновации в Программе молодого кино:
  - Хроника завтрака
- Премия Манфреда Зальгебера:
  - Моей сестре!
- Приз Нью-Йоркской киноакадемии (программа «Панорама»)
  - Тир
- Приз Нью-Йоркской киноакадемии - особое упоминание (программа «Панорама»):
  - Джон Уэйн, я тебя люблю
  - Вета
- Стипендия от Нью-Йоркской киноакадемии:
  - Расскажи мне сказку
- Приз Peace Film Award:
  - Жизнь после: Слова женщин
- Приз Peace Film Award - почётное упоминание:
  - Оптимисты
- Приз имени Вольфганга Штаудте
  - Любовь / Сок
- Приз гильдии немецкого арт-хауса:
  - Найти Форрестера
- Приз газеты Berliner Morgenpost:
  - Итальянский для начинающих
- Приз газеты Berliner Zeitung:
  - Гармонии Веркмейстера